# Rasząg
Rasząg (deutsch Raschung) ist ein Dorf sowie Sołectwo in der Woiwodschaft Ermland-Masuren. Es gehört zur Gmina Biskupiec im Powiat Olsztyński im Nordosten Polens.

## Geografie

### Geografische Lage
Rasząg liegt im Westen der Masurischen Seenplatte, die dem Baltischen Höhenrücken gehört. Westlich des Dorfes liegt der Binnensee Rasząg mit einer Fläche von 30,5 Hektar und weiter nordwestlich der Dadajsee mit einer Fläche von 1002 Hektar.
Die Entfernung nach Barczewo beträgt 19, nach Biskupiec neun, nach Mrągowo 34, nach Pasym 22 und nach Reszel 37 Kilometer.

### Geologie
Die Landschaft ist durch den Eisschild gestaltet worden und ist eine postglaziale, hügelige, bewaldete  Grundmoräne mit zahlreichen Rinnenseen und Flüssen. Charakteristisch für die Gegend sind zahlreiche Seen, Flüsse, sowie Nadel- und Mischwälder.

## Geschichte
Ursprünglich war hier die Gau Barten der Prußen. Seit 1243 war das Bistum Ermland ein Teil des Deutschordenslandes. Nach dem Zweiten Frieden von Thorn im Jahr 1466 wurde Ermland als autonomes Fürstbistum Ermland der Krone Polens unterordnet. Im Jahr 1569 verlieh hier der Bischof Ermlands Stanislaus Hosius die Handfeste nach dem Magdeburger Recht für 60 Hufen mit der Verpflichtung zu einem Ritterdienst seinem Bruder Jan Hozjusz.
Mit der ersten Teilung Polens im Jahr 1772 wurde Ermland ein Teil des Königreichs Preußen.
Nach den preußischen Verwaltungsreformen gehörte Raschung seit 1815 zum Kreis Rößel im Regierungsbezirk Königsberg und danach von 1905 bis 1945 im Regierungsbezirk Allenstein. Im Mai 1874 wurde der Amtsbezirk Raschung mit den Landgemeinden Paudling, Raschung, Ridbach, Zabrodzin (1929 bis 1945 Schöndorf) und den Gutsbezirken Groß Parleese, Kattreinen, Lipowo (1933 bis 1945 Lindenhorst), Nassen, Raschung (mit Vorwerk Josephshof) und Schönbruch gebildet. Raschung gehörte von 1874 bis 1884 zum Standesamt Raschung, von 1885 bis 1905 zum Standesamt Wengoyen und von 1905 bis 1945 zum Standesamt Bischofsburg Land.
Bei der Volksabstimmung am 11. Juli 1920 wurden 153 Stimmen für Deutschland und 98 für Polen abgegeben.
Nach dem 20. Januar 1945 wurde Raschung von der Roten Armee eingenommen und gehört seit Kriegsende unter seinem polnischen Namen Rasząg
zu Polen. Es lag zuerst im Powiat Reszelski, von 1959 bis 1972 im Powiat Biskupiecki und seit 1972 im Powiat Olsztyński.

### Einwohnerentwicklung
- 1785: 030 Feuerstellen
- 1820: 026 Feuerstellen, 205 Seelen
- 1857: 421
- 1933: 557
- 1939: 605
- 1988: 378
- 2009: 409 (Rasząg mit Józefowo)
- 2011: 379

## Religionen
Die heidnischen Preußen verehrten die baltischen und litauischen Gottheiten. Nach der Zwangschristianisierung durch den Deutschen Orden war das Bistum Ermland ab dem Jahr 1243 ein Teil des Deutschordenslandes.

### Christentum

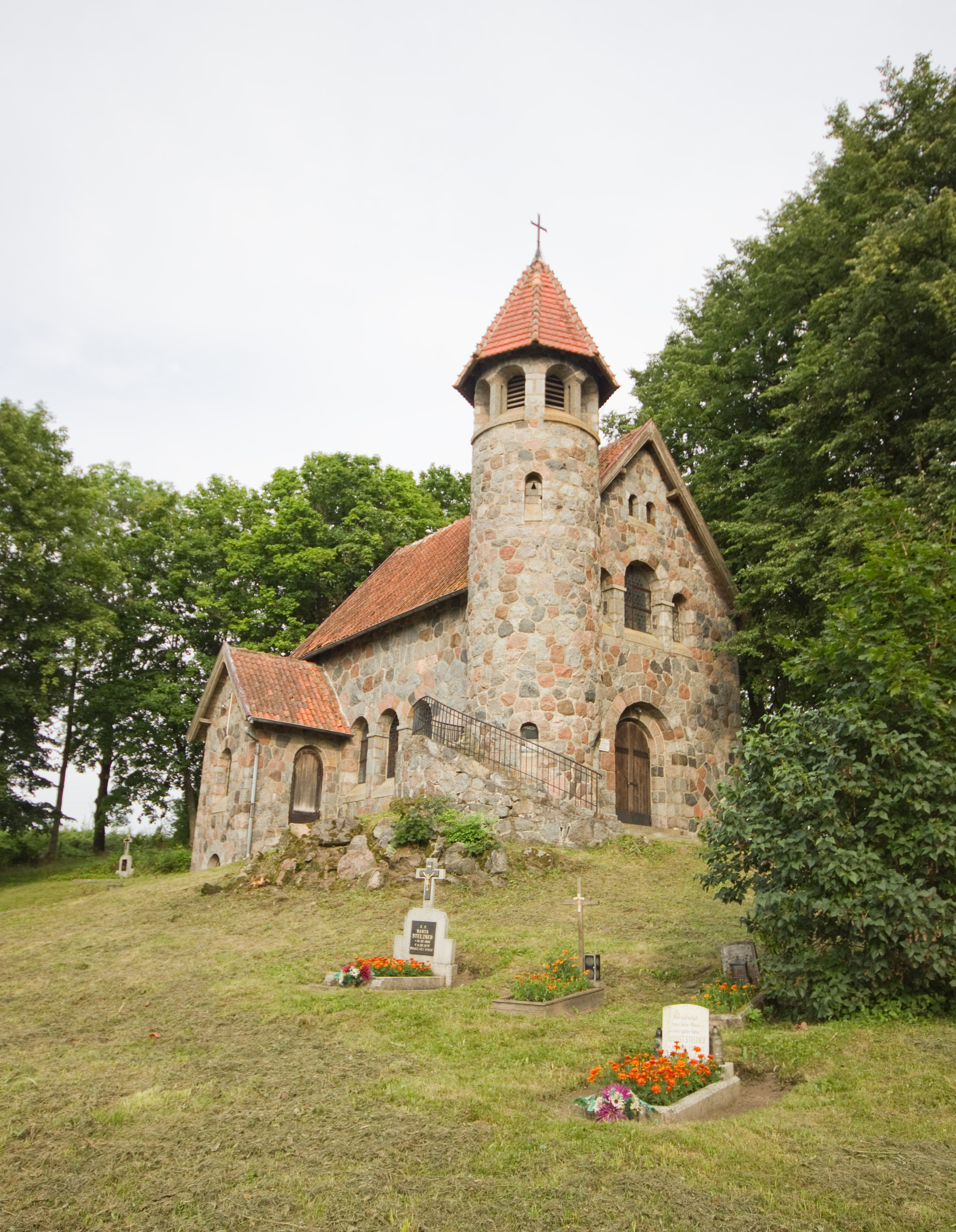
Die evangelische Kirche in Rasząg

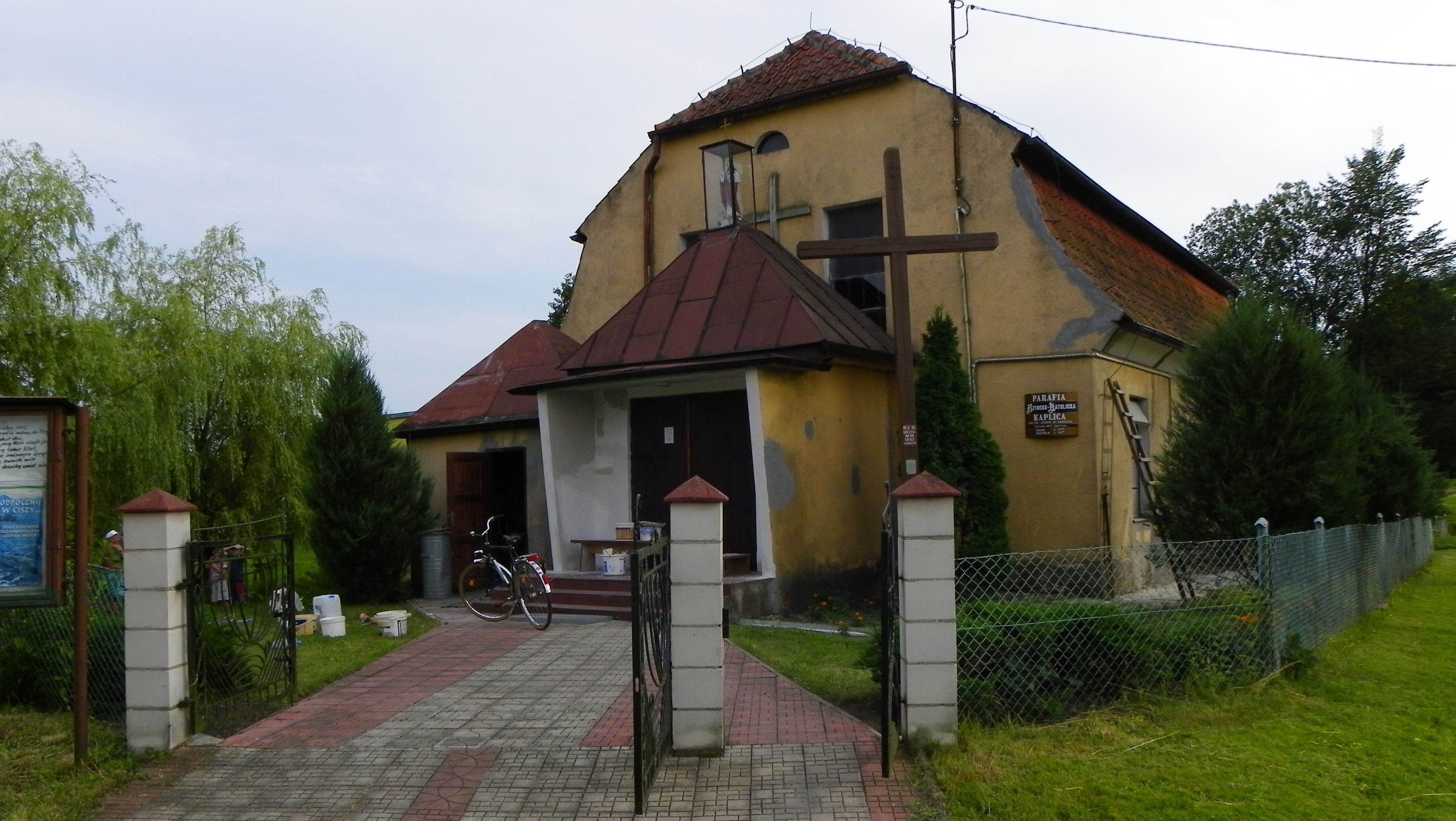
Die römisch-katholische Kapelle in Rasząg

#### Evangelisch
Der Bau der evangelischen Kirche aus Feldsteinen im neuromanischen Stil und auf einem Hügel gelegen war bereits im Jahre 1904 geplant, wurde 1914 aktualisiert, aber in kriegsbedingter Verzögerung erst 1925 fertiggestellt. Der runde Turm ist markant. Das Kircheninnere ist mit einem Tonnengewölbe überdeckt. Die Kirche hat eine Orgel.
Ursprünglich der Kirche in Bischofsburg (polnisch Biskupiec) zugehörig wechselten nach 1925 die Pfarreien innerhalb der Kirchenprovinz Ostpreußen der Kirche der Altpreußischen Union. Heute ist sie eine Filialkirche von Sorkwity (Sorquitten) in der Diözese Masuren der Evangelisch-Augsburgischen Kirche in Polen.

#### Römisch-katholisch
Bis 1945 war Raschung ein Ort innerhalb der Pfarrkirchengemeinde Bischofsburg im Bistum Ermland.
Nach dem Zweiten Weltkrieg erhielt Rasząg eine römisch-katholische Kapelle. Sie ist Unserer lieben Frau von Tschenstochau geweiht und untersteht der Pfarrei Bartołty Wielkie (Groß Bartelsdorf) im Dekanat Barczewo (Wartensburg) im Erzbistum Ermland.

## Persönlichkeiten
- Claus von Platen (1891–1964), von 1926 bis 1945 Gutsherr in Raschung